# Marca di Carinzia
La marca di Carinzia fu una marca di frontiera dell'Impero carolingio creata nell'889. Prima di essere una marca, aveva fatto parte del principato (o ducato) di Carantania, retto da principi locali slavi (o semi-slavi), dapprima in modo indipendente poi sotto la sovranità bavara e franca. Il paese fu diviso in contee che, dopo la successione del duca di Carinzia al trono dei Franchi Orientali, fu riunito nelle mani di una singola autorità. Quando la marca di Carinzia fu elevata a ducato nel 976, una nuova marca carinziana (cioè una marca a difesa del ducato di Carinzia), che divenne successivamente la marca di Stiria.

## Storia
Nel 745, la Carantania, allora un principato slavo indipendente, vedendo crescere la minaccia degli Avari, si sottomise a Odilone di Baviera, a sua volta vassallo dei Franchi. Con quest'atto, i confini della Baviera si allargarono e il figlio di Odilone, Tassilone III, promosse la cristianizzazione delle tribù slave al di là del fiume Enns. Nel 788, Carlo Magno integrò pienamente il territorio della Carantania nel suo impero, aggregandolo al ducato del Friuli, assieme alla marca d'Istria. Sotto di lui, l'attività missionaria ebbe un incremento, specialmente attraverso l'arcidiocesi di Salisburgo, che già nel 753 con san Virgilio di Salisburgo inviò il monaco e primo missionario irlandese del territorio san Modesto come corepiscopo di Carantania e fondatore della cattedrale di Maria Saal, chiesa madre del territorio.

### La frontiera orientale dell'Impero carolingio
Tra l'819 e l'823, la popolazione slava locale appoggiò Ljudevit Posavski in rivolta contro la sovranità franca. Nell'827 i Bulgari attaccarono la Carinzia e l'anno successivo Ludovico il Pio riorganizzò il Friuli in quattro contee, di cui le due più a nordovest – la Carinzia e la Bassa Pannonia – furono staccate dal regno d'Italia e incorporate nella Baviera. Ludovico II il Germanico poco dopo spartì il controllo della Carinzia tra diversi conti franchi. La divisione della Carinzia potrebbe essere avvenuta già nell'819 o forse contemporaneamente a quella del Friuli. Prima di ciò, i Carinziani erano ancora governati da duchi locali. La nuova amministrazione comitale fu di tipo misto bavarese e slavo.
Il territorio rimase nei confini del regno bavarese di Ludovico. Nell'855, Radbod, prefetto (marchese) della marca Orientale fu deposto per fellonia e Rastislav di Moravia si ribellò alla sovranità dei Franchi Orientali. Al posto di Radbod, Ludovico nominò il suo figlio maggiore Carlomanno (856), che prese il controllo delle altre marche orientali (Carinzia e Pannonia), e nell'858 combatté duramente contro Rastislav, costringendolo alla trattativa. Nell'861, Pabo, margravio di Carinzia, si ribellò insieme con i suoi conti e Carlomanno lo sostituì con Gundacaro. Nell'863, Ludovico, temendo che il figlio si ribellasse a sua volta, invase la Carinzia, dove Carlomanno aveva la sua base. Gundacaro passò dalla parte del re con un grande esercito che gli era stato affidato per difendere il fiume Schwarza. Di conseguenza, Carlomanno fu catturato e privato della sua carica, che fu affidata a Gundacaro.
Quando Carlomanno si riconciliò con suo padre e fu creato re di Baviera, affidò al figlio Arnolfo la "Pannonia," secondo le parole degli Annales Fuldenses, o "Carantanum," secondo Regino di Prüm. Arnolfo tenne la sua sede a Moosburg (Mosapurc) e i Carinziani lo considerarono il loro duca nativo. Dopo che un colpo apoplettico tra l'estate e l'autunno dell'879 mise Carlomanno fuori gioco mentre organizzava la sua successione, Carlo III il Grosso ottenne dal fratello il Regno d'Italia, mentre Ludovico III il Giovane ereditò i suoi domini in Germania e dopo aver confermato la carica al nipote Arnolfo lo lasciò come suo plenipotenziario in Baviera.

### La creazione della marca
Dopo essere diventato a sua volta re dei Franchi Orientali, Arnolfo di Carinzia dovette resistere alle incursioni degli Ungari, che nel 901, appena due anni dopo il loro primo contatto con l'Europa occidentale, saccheggiarono la regione. Per affrontare questo problema creò una marca di Carinzia, posta a sud della marca Orientale, con Friesach e Villaco come città principali. Nel 952, la Carinzia, insieme alla marca di Verona del regno d'Italia, si trovò a dipendere dal ducato di Baviera.
Nel 976, in seguito alle ripetute rivolte del cugino Enrico II di Baviera, l'imperatore Ottone II nominò duca di Baviera suo nipote Ottone I e decise di scorporare dalla Baviera la Carinzia, che venne eretta a ducato e affidata, assieme alla Marca di Verona, al luitpoldingo Enrico, che servì per lui come una sorta di "capo della polizia di frontiera". Inoltre, forse al fine di proteggersi dal rischio di nuove rivolte in un'area così strategica, a Enrico venne affiancato come praeses de Carinthia Markwart III. La stessa posizione venne poi rivestita dal figlio di Markwart, Adalberone, e quando questi venne elevato a duca, il suo titolo passò allo zio materno Ulrico di Ebersberg. Eberardo II di Ebersberg, figlio di Ulrico, fu l'ultimo a portare il titolo, poiché attorno al 1040 gli venne affidata la marca di Carniola, che fu scorporata dal ducato di Carinzia.

## Margravi di Carinzia
- Pabo (? – 861)
- Gundacaro (861 – 865)
- Arnolfo (865 – 888)
- Markwart III (976 – 1000)
- Adalberone (1000 – 1011)
- Ulrico (1011 – 1029)
- Eberardo II (1029 – ca. 1040)